# Monica Jepkoech
Monica Jepkoech (* 1. Januar 1983) ist eine kenianische Langstreckenläuferin. 2008 startete sie kurzzeitig unter dem Namen Mona Salem Jaber für Bahrain.
2006 wurde sie Vierte bei den Glasgow Women’s 10K, und 2008 stellte sie beim Singelloop Utrecht einen Streckenrekord auf.
2009 gewann sie den Los-Palacios-Halbmarathon, und 2010 wurde sie Zweite beim Getafe-Halbmarathon. Im Jahr darauf wurde sie Dritte beim Würzburger Residenzlauf und siegte beim Grand Prix von Bern sowie beim Hamburg-Halbmarathon. 2012 gewann sie den Kilimanjaro-Marathon. Im Herbst folgte einem sechsten Platz beim Lille-Halbmarathon und einem dritten Platz bei der Route du Vin ein Sieg beim Bredase Singelloop und ein zweiter Platz beim Beirut-Marathon. 2013 wurde sie Zweite beim Paris-Halbmarathon, siegte beim Mailand-Marathon, wurde Dritte beim Lille-Halbmarathon und gewann den Osaka-Marathon. Am 26. April 2015 gewann sie den Madrid-Marathon mit 2:33:42 h.

## Persönliche Bestzeiten
- 3000 m: 9:00,60 min, 14. Juli 2008, Rethymno
- 5000 m: 15:19,43 min, 16. Juli 2008, Lüttich
- 10-km-Straßenlauf: 32:01 min, 28. September 2008, Utrecht
- Halbmarathon: 1:09:12 h, 1. September 2012, Lille
- Marathon: 2:24:31 h, 18. März 2018, Seoul-Marathon[1]